# 原江寺
原江寺（げんこうじ）は、山口県周南市に所在する曹洞宗の寺院である。

## 概要
本寺は元々、広島県佐伯郡廿日市町（現在の廿日市市）に存在する洞雲寺の末寺たる原始院と、その末寺たる吸江庵の合併により、山号寺院名を洞庭山原江寺として明治4年（1871年）に当時の山口県都濃郡久米村に建立された。
山号寺名の由来は、僧侶の繁翁宗茂なる人物が櫛ヶ浜付近を散策していたところ、松林が生い茂り、海（徳山湾）の風景があたかも中華人民共和国湖南省に在る洞庭湖の風景に似ていることなどに拠ると云う。
本寺では毎年4月第二日曜日には『大茶盛茶会』と名付けた年中行事があり、毎年僧侶が直径30センチの大茶碗と大茶筌を用いて参加者に茶を振る舞うのが習わしとなっている。

## 交通アクセス
- 山陽本線（西日本旅客鉄道）櫛ヶ浜駅下車

## 関連
- 有馬実成 - 元住職